# Еван Ескмаєр
Еван Брюс Ескмаєр (англ. Evan Bruce Eschmeyer, нар. 30 травня 1975, Нью-Ноксвілл, Огайо, США) — американський професіональний баскетболіст, що грав на позиції центрового за декілька команд НБА.

## Ігрова кар'єра
На університетському рівні грав за команду Нортвестерн (1995–1999). 
1999 року був обраний у другому раунді драфту НБА під загальним 34-м номером командою «Нью-Джерсі Нетс». Того ж року розпочав професіональну кар'єру виступами за тых же «Нью-Джерсі Нетс», захищав кольори команди з Нью-Джерсі протягом наступних 2 сезонів.
Другою і останньою ж командою в кар'єрі гравця стала «Даллас Маверікс», до складу якої він приєднався 2001 року і за яку відіграв 2 сезони.
Загалом зіграв у НБА 153 матчі, в яких набрав 421 очко. 2004 року змушений був завершити спортивну кар'єру через постійні проблеми з колінами. Протягом п'яти років ігрової кар'єри переніс чотири операції на колінах.